# Mursi
De Mursi (lokaal: Mun) zijn een Nilotisch volk en etnische groep in Ethiopië. Het volk woont vooral in de zone Zuid-Omo van de regio Yedebub Biheroch Bihereseboch na Hizboch, in de buurt van de grens met Zuid-Soedan. In 2007 waren er 11.500 Mursi woonachtig in Ethiopië, waarvan 92,25% in Zuid-Omo. Er woonden 848 groepsleden in stedelijk gebied.

## Cultuur

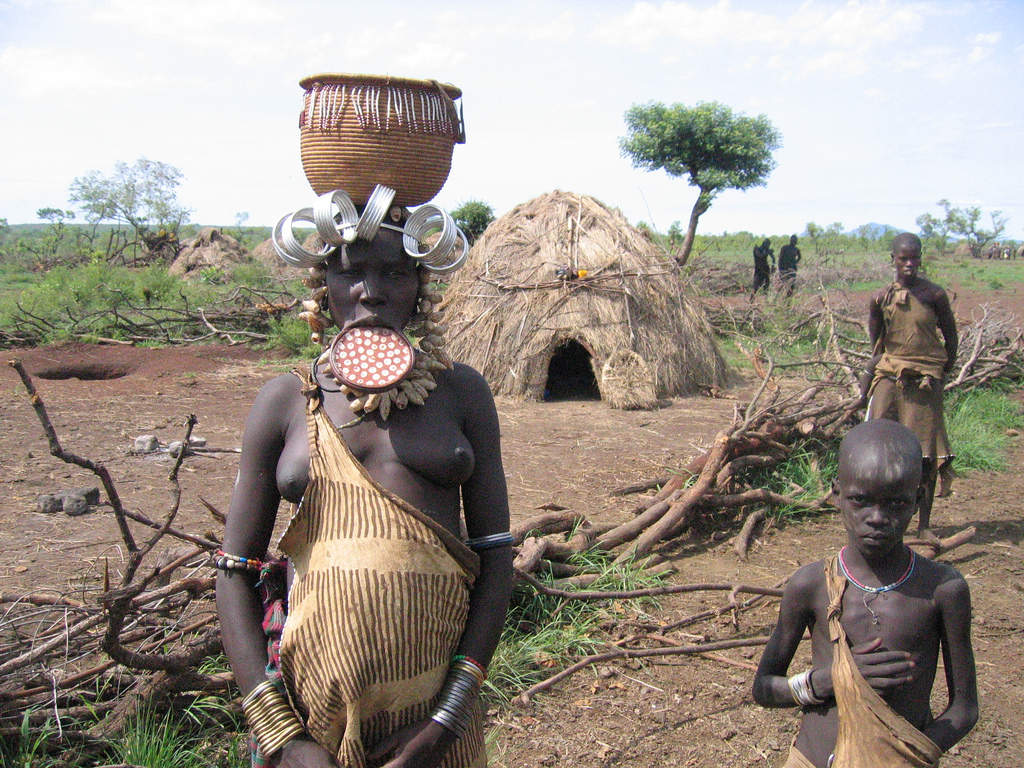
Vrouw met lipschotel

Aan het einde van de puberteit kiezen de meeste vrouwen ervoor om een traditionele lipschotel te dragen. Samen met de Surma zijn de Mursi-vrouwen de laatste in Afrika die nog lipschotels dragen.
- Bibliothèque nationale de France: cb12500247h (data)
- Library of Congress Control Number: sh89000362
- Nationale Bibliotheek van Israël: 987007536978105171
- Système universitaire de documentation: 034224629